# Methoxymethanol
Methoxymethanol je organická sloučenina patřící mezi ethery, alkoholy, a poloacetaly. Vyskytuje se v mezihvězdném prostoru.

## Vznik
Methoxymethanol se vytáří samovolně po smíchání vodného roztoku formaldehydu s methanolem nebo při probublávání formaldehydu methanolem.
Ve vesmíru se methoxymethanol vytváří z methanolových radikálů (CH2OH), produktů radiolýzy pevného methanolu ultrafialovým nebo kosmickým zářením.
Tato látka se muže tvořit také reakcí methanolu s oxidem uhličitým a vodíkem při 80 °C, za zvýšeného tlaku a katalýzy rutheniem nebo kobaltem.